# Смардзев (Зґерський повіт)
Смардзев (пол. Smardzew) — село в Польщі, у гміні Згеж Згерського повіту Лодзинського воєводства.